# Anders Pettersson i Sibbarp
Anders Fredrik Pettersson (i riksdagen kallad Pettersson i Sibbarp),  född den 3 februari 1826 i Tofta socken, Malmöhus län, död den 18 augusti 1883 i Reslövs socken, var en svensk politiker. 
Anders Pettersson åtnjöt tre veckors undervisning hos en gammal byskolmästare. Han blev lantbrukare i Sibbarp, Malmöhus län och var juridiskt biträde, utan ersättning, inom sin socken, där han även var kommunalordförande. Dessutom var han landstingsman. Anders Pettersson var ledamot av riksdagens andra kammare för Onsjö härad i Malmöhus län 1870—1872 och 1880—1883. Han var ledamot i tillfälligt utskott 1871, 1880 och 1881 och suppleant i Statsutskottet 1882 och 1883. I riksdagen skrev han sex egna motioner bl.a. om högre bevillning för sedelutgivande enskilda banker, om indragning av brännvinsförsäljningsmedel till statsverket och om lättnader i villkoren för oäkta barns arvsrätt